# Décret d'abolition de l'esclavage du 29 août 1793
Code noir (mars 1685)
Réglementation à l'initiative de Colbert relative aux colonies françaises esclavagistes. Décret du 4 février 1794
Abolition de l'esclavage dans toutes les colonies françaises à l’initiative de l’abbé Grégoire
Le décret du 29 août 1793 abolit l'esclavage dans la partie Nord de la colonie française de Saint-Domingue. 
Pendant l'été 1793, la riche colonie française de Saint-Domingue est en proie à une révolution aux multiples facettes : celle des blancs qui rejettent le système économique de l'Exclusif, des mulâtres et noirs affranchis qui veulent l'égalité avec les blancs, et des esclaves qui réclament la liberté. De plus, la colonie est attaquée par l'Angleterre et l'Espagne. De nombreux royalistes s'allient à l'un ou l'autre de ces pays. La majeure partie du pays est occupée. Le commissaire civil Sonthonax, girondin, décide le 21 juin l'affranchissement des esclaves qui combattraient pour la République. Puis, le 29 août, il généralise l'abolition à tous les esclaves de la partie Nord de la colonie qu'il a sous son autorité. 
Cet affranchissement généralisé va amener la Convention montagnarde à abolir l'esclavage dans toutes les colonies françaises le 4 février 1794. 

## Extraits du texte
Nous, Léger-Félicité Sonthonax, commissaire de la République aux îles françaises de l'Amérique sous le vent, pour y rétablir l'ordre et la tranquillité :
Les hommes naissent et demeurent libres et égaux en droits : voilà, citoyens, l'Évangile de la France ; il est plus que temps qu'il soit proclamé dans tous les départements de la République. Envoyés par la Nation, en qualité de commissaires civils à Saint-Domingue, notre mission était d'y faire exécuter la loi du 4 avril, de la faire régner dans toute sa force et d'y préparer graduellement, sans déchirement et sans secousse, l'affranchissement général des esclaves... La République française veut la liberté et l'égalité entre tous les hommes sans distinction de couleur ... Ne croyez cependant pas que la liberté dont vous allez jouir soit un état de paresse et d'oisiveté. En France, tout le monde est libre et tout le monde travaille ... La liberté vous fait passer du néant à l'existence, montrez-vous dignes d'elle, abjurez à jamais l'indolence comme le brigandage ; ayez le courage de vouloir être un peuple et bientôt vous égalerez les nations européennes...
- Article 1 : La Déclaration des droits de l'homme et du citoyen sera imprimée, publiée et affichée, partout où besoin sera, à la diligence des municipalités dans les villes et bourgs, et des commandants militaires dans les camps et postes.
- Article 2 : Tous les Nègres et sang-mêlé actuellement dans l'esclavage sont déclarés libres pour jouir de tous les droits attachés à la qualité de citoyen français ; ils seront cependant assujettis à un régime dont les dispositions sont contenues dans les articles suivants...
- Article 9 : Les Nègres actuellement attachés aux habitations de leurs anciens maîtres seront tenus d'y rester : ils seront employés à la culture de la terre [N 3]...
- Article 12 : Les revenus de chaque habitation seront partagés en trois portions égales, déduction faite des impositions, lesquelles seront prélevées sur la totalité. Un tiers restera affecté à la propriété de la terre et appartiendra au propriétaire ; il aura la jouissance d'un autre tiers pour les frais de faisance-valoir ; le tiers restant sera partagé entre les cultivateurs de la manière qui va être fixée.

Les articles suivants répartissent le tiers des cultivateurs qui est, en fait, un quart du revenu brut avant prélèvement des impôts : 
- Les conflits entre propriétaires et cultivateurs sont du ressort des juges de paix (article 24).
- La correction du fouet est absolument supprimée (article 27).
- Abrogation du Code noir (article 38).